# Долмі
Долмі́ (рос. Долми) — селище у складі району імені Лазо Хабаровського краю, Росія. Адміністративний центр Долминського сільського поселення.

## Населення
Населення — 351 особа (2010; 395 у 2002).
Національний склад (станом на 2002 рік):
- росіяни — 84 %